# Fróis da Mota
Eduardo Fróis da Mota (Feira de Santana, 12 de maio de 1891 — Feira de Santana, 18 de setembro de 1988) foi um médico e político brasileiro. Exerceu o mandato de deputado federal constituinte pela Bahia em 1946 e se casou com Maria Lambert de Brito Mota, com quem teve seis filhos.
Formado na Faculdade de Medicina da Bahia, no ano de 1912, em Salvador, cidade para a qual mudou-se antes de terminar o secundário, transferiu-se para Mogi das Cruzes, São Paulo para exercer a profissão. Cinco anos depois, retornou a Feira de Santana, onde voltou a morar com a família e deu início à carreira política. 
Em 1933, ajudou a fundar o PSD (Partido Social Democrático) e, três anos depois, se tornou vereador. Seu mandato, porém, não resistiu ao Estado Novo e sofreu uma cassação em 1937. O retorno ao cenário político foi em 1944, quando se tornou prefeito de sua cidade natal. Em 1945, mesmo como suplente, assumiu o cargo de deputado federal da Bahia, ainda como candidato do PSD. O mandato ordinário teve início no ano seguinte e durou até seu fim, em 1951.
Com a instauração do Ato Institucional 2, e o fim do multipartidarismo, Fróis da Mota passou a compor o diretório municipal do MDB (Movimento Democrático Brasileiro), que lutou contra a Ditadura Militar de 1964. 
O então médico e político também teve importância na formação da imprensa de Feira de Santana, já que fundou a Rádio Cultura e a Gazeta do Povo na cidade, onde faleceu em 18 de setembro de 1988.